# La isla de los amores infinitos
La isla de los amores infinitos es una novela de la escritora cubana Daína Chaviano, donde se aborda la fusión de las tres etnias que componen la nación cubana: española, africana y china.
La música juega un papel clave en esta obra: cada capítulo lleva el título o línea de un bolero. Aparecen como personajes numerosas figuras fundamentales de la historia musical cubana, como Rita Montaner, Ernesto Lecuona, La Lupe, Beny Moré, La Gorda Freddy (Fredesvinda García Valdés) y Joaquín Nin. También aparecen personajes de novelas clásicas cubanas, como Cecilia Valdés, obra cumbre de la literatura romántica cubana, escrita por Cirilo Villaverde. 
La novela narra la historia de una joven periodista habanera, exiliada en Miami, que conoce a una misteriosa anciana. La narración se desarrolla en dos planos temporales: presente —con marcado ambiente gótico, porque la joven periodista anda a la caza de una mansión fantasma que aparece y desaparece por todo Miami— y pasado —de sabor histórico-musical— que se inicia a principios del siglo XIX en tres lugares del mundo: China, donde un suicidio desata una cadena de reacciones familiares; España, donde una extraña maldición persigue sólo a las mujeres de una familia; y África, donde una joven es secuestrada de las costas de su tierra para ser llevada a un mundo desconocido. Estos tres hilos dramáticos del pasado se desarrollarán hasta nuestros días. 
La isla de los amores infinitos fue publicada por la editorial española Grijalbo en su primera edición. La novela recibió la Medalla de Oro en la primera convocatoria del certamen Florida Book Awards, que premia los mejores libros publicados en el año por autores residentes en ese estado. 
Con ediciones en 26 idiomas, es la novela cubana más traducida de todos los tiempos.  